# Нерушимая Стена
Нерушимая стена — особый эпитет, присваивавшийся, как правило, изображениям Богоматери Оранты; заимствован из акафиста Богоматери («Радуйся, царствия нерушимая стено» — икос XII). Образ почитается чудотворным, празднование в Православной церкви совершается в Неделю всех святых (первое воскресенье после дня Святой Троицы).
В Софийском соборе Киева под сводом горнего места есть мозаичное изображение Богородицы, получившее наименование «Нерушимая стена». Богоматерь изображена в полный рост с воздетыми руками, стоящей на золотом четырёхугольном камне. По дуге полусвода чёрной мозаикой выложена на греческом надпись: «ὁ Θεὸς ἐν μέσῳ αὐτῆς καὶ οὐ σαλευθήσεται· βοηθήσει αὐτῇ ὁ Θεὸς τὸ πρὸς πρωΐ πρωΐ. — Бог посреди ея и не подвижется: поможет ей Бог утро заутра.» (Пс. 45:6). Название икона получила, вероятно, из-за того, что в продолжение более 800 лет именно стена с этой мозаикой никогда не подвергалась разрушению, в отличие от остальной части собора.
В честь иконы в 2001 году был основан женский монастырь в городе Апшеронске.